# Paritetslån
Paritetslån var i Sverige en statssubventionerat form för bostadslån som 1967 infördes efter förslag från den bostadspolitiska kommittén. Syftet med detta system var att likställa kapitalkostnaderna för nybyggda hus med äldre delar av bostadsbeståndet. Förenklat kan sägas att ägaren till en nybyggd fastighet i ett initialskede förväntades betala ränta och amorteringar till ett lägre belopp än vad som varit fallet utan paritetslån. Mellanskillnaden mellan inbetalningar och vad som varit gängse amorteringar (vid tiden slutamorterades exempelvis småhus regelmässigt på 30 år) blev till ett s.k. paritetslån som staten lånade ut till låntagaren vars skuld således ökade, eller minskade obetydligt under de första åren. Efter några år var tanken i systemet att räntebetalning och amortering skulle öka och således slutamorteringen bli färdig vid samma tidpunkt som om paritetslån ej funnits. För att beräkna amorteringsökningen användes ett s.k. paritetstal. En utmaning var att paritetstalet inte var fast på förhand utan fastslogs år för år där bland annat hänsyn togs till prisökningar för byggnation. Således kunde inte en fastighetsägare ställa upp en långsiktig kalkyl för ränte- och kapitalutgifter ens på lån med långa löptider. Detta då paritetslånets amorteringsgrad var avhängigt paritetstalet.  
Paritetslånen var en del i den aktiva bostadspolitiken under miljonprogrammets år. Till följd av stigande ränta under åren efter systemets införande kom dock systemet med paritetslån att haverera redan efter kort tid. Detta då statsmakterna av politiska skäl inte var beredda att ange ett så högt paritetstal med därtill hörande amorteringsnivå som den stigande räntan borde ha krävt, givet systemets konstruktion. Disparansen mellan ett lågt paritetstal och en stigande ränta ledde till en kraftig statlig kostnad för befintliga paritetslån. Under 1974 kom de, liksom de tidigare räntelånen att ersättas genom bostadsfinansieringsförordningen.  Totalt omfattade systemet med paritetslån knappt 400 000 lägenheter.